# زوفا (شركة)
زوفا (بالإيطالية:/ˈzuːfə/) (بالإنجليزية: Zuffa) وهي كلمة إيطالية معناها الحرفي "شجار" وقد تنطق زفة أو زوفة. زوفا شركة ترويج رياضية أمريكية متخصصة في فنون القتال المختلطة. تم تأسيسها في يناير 2001 في لاس فيجاس، نيفادا، من قبل المديرين التنفيذيين لـ كازينوهات المحطة فرانك فيرتيتا الثالث ولورنزو فيرتيتا لتكون الكيان الأم لبطولة Ultimate Fighting Championship (UFC) بعد شرائها من شركة (Semaphore Entertainment Group). في 11 يوليو 2016، أعلنت زوفا أنه سيتم شراؤها من قبل مجموعة بقيادة إنديفر بما في ذلك Silver Lake Partners وKohlberg Kravis Roberts وMSD Capital بسعر 4.025 مليار دولار.

## العلاقة مع منظمات فنون القتال المختلط

### رابطة القتال الدولية (IFL)
طوال فترة وجود رابطة القتال الدولية (IFL) بين عامي 2006 و 2008، تنافس كل من زوفا و الرابطة في علاقة عدائية. اتهمت زوفا رابطة القتال, ورفع دعوى قضائية ضدهم لاستخدامهم بشكل غير قانوني معلومات الملكية التي تم الحصول عليها من خلال تعيين المديرين التنفيذيين من منظمة UFC. ردت منظمة رابطة القتال بدعوى خاصة بها مدعية أن زوفا كانت تهدد الشركاء المحتملين بعدم العمل مع رابطة القتال الدولية، بما في ذلك شبكة فوكس سبورتس (تم توقيع صفقة مع فوكس سبورتس لاحقًا قبل حل الدعوى ). تفاقم التوتر بين IFL و UFC مع اتهامات بأن IFL قد حاولت شراء العديد من مقاتلي UFC الكبار.
في يوليو 2008، كانت هناك تقارير عن شراء IFL المحتمل من قبل UFC. في نفس الشهر، أشار جو فافوريتو، نائب رئيس IFL السابق، إلى المشكلات المالية لإغلاق الشركة في 31 يوليو 2008. ذكرت مصادر مجهولة أن زوفا اشترت IFL. وأشارت تقارير أخرى إلى قيام UFC ببث لقطات IFL على برامجه، وتوقيع مقاتلي IFL السابقين، كتأكيد غير مباشر لعملية الشراء.

### تحالف القتال العالمي (WFA)
في 11 ديسمبر 2006، استحوذت زوفا على أصول تحالف القتال العالمي (WFA)، وشكلت WFA) Enterprises، LLC). كشركة تابعة للتعامل مع هذه الأصول، بما في ذلك اختيار عقود المقاتلين. في نفس اليوم، تم الإبلاغ عن أن زوفا كانت تضع خططًا لمواصلة إحتكار الرياضة عن طريق شراء World) Extreme Cagefighting)، ليتم تشغيلها كعرض ترويجي منفصل عن UFC.

### منظمة (WEC)
بعد شراء WEC، أجرت زوفا عدة تغييرات على العرض الترويجي. وشمل ذلك تعديل قفص WEC، والانتقال إلى التركيز على فئات الوزن الخفيف، وإعطائها القدرة على استضافة الأحداث في لاس فيغاس، وسحب بطولات المقاتلين الذين تم التعاقد معهم كمقاتلي UFC. من عام 2007 إلى نهاية عام 2010، تم تشغيل WEC كعرض ترويجي منفصل تحت راية زوفا، حيث تم بث الأحداث من 28 إلى 53 على قناة NBCSN في الولايات المتحدة وعلى Sportsnet 360 في كندا. في 28 أكتوبر 2010، أعلن دانا وايت أنه سيتم ضم جميع مافي WEC إلى UFC في أوائل عام 2011.

### منظمة برايد للقتال
في 27 مارس 2007، تم الإعلان عن حصول فرانك فيرتيتا الثالث ولورنزو فيرتيتا على أصول بطولة برايد للقتال، أكبر منافس لـ UFC، من Dream Stage Entertainment. للتعامل مع عملية الاستحواذ، أنشأ الأخوان فيرتيتا كيانًا مؤسسيًا جديدًا للتعامل مع الأصول، (Pride FC Worldwide Holdings LLC). مع وجود الملكية المشتركة في مكانها الصحيح، ستعمل Zuffa و Pride Worldwide المنشئة حديثاً معًا بشكل وثيق. على الرغم من عدم تحقيق أهداف إعادة منظمة برايد كما كانت قبل شرائهم لها، إلا أن العديد من أصول Pride، بما في ذلك العقود مع المقاتلين والملكية الفكرية، تستخدم الآن بانتظام من قبل UFC.

### منظمة سترايك فورس
في 12 مارس 2011، أُعلن أن شركة زوفا قد اشترت سترايك فورس في صفقة أبرمت مع المالك الجزئي لشركة Silicon Valley Sports and Entertainment. لم يتم الكشف رسميًا عن مبلغ الأموال المعنية، ومع ذلك، فقد تم الإبلاغ عن أن الصفقة بلغت 40 مليون دولار. تضمنت الصفقة حقوق الترخيص وعقود المقاتلين ومكتبة الفيديو الخاصة ب Strikeforce. استمرت Strikeforce في العمل كشركة منفصلة، على غرار شركة WEC، حتى 12 يناير 2013. بعد أن أقيم العرض النهائي لها في أوكلاهوما سيتي، تم حل المنظمة وتم ضم العديد من عقود المقاتلين إلى UFC.

### يونايتد غلوري
عندما تم تأسيس يونايتد غلوري في الأصل في عام 2006، كانت تعرف باسم (Ultimate Glory) قبل أن تجبر دعوى قضائية مع Zuffa على تغيير الاسم.

### بطولات إنفيكتا القتالية
في يونيو 2014، أعلنت UFC أنها وقعت صفقة بث متعددة السنوات ومتعددة الأحداث لعرض وأرشفة جميع أحداث Invicta FC على UFC Fight Pass. وقد سمح ذلك لـ UFC بتوسيع أقسامها النسائية من خلال إضافة قسم ثقيل في يوليو 2014، وتوقيع مقاتلي Invicta مثل Carla Esparza و Felice Herrig.

### شوتو
في يونيو 2014، أعلنت UFC أنها وقعت صفقة تطوير مع Vale Tudo Japan التي تم إحياؤها مؤخرًا. علامة تجارية أعيدت في عام 2012 من خلال المنظمة العريقة Shooto. تخطط UFC لترويج وتشغيل سلسلة بطولات جديدة تركز على فئات 135 و145. كانت هناك خطط لبرنامج تلفزيوني شبيه بـ The Ultimate Fighter للمساعدة في الترويج لهذه البطولات، لكن من غير الواضح ما الذي تبقي عليه الحالة.

## العلاقة مع غير منظمات فنون القتال

### فلاش للترفيه
في 12 يناير 2010، باعت Zuffa حصة أقلية في الشركة لشركة Flash Entertainment. وأعلنت الشركة عن إتمام صفقة فيها حصة بنسبة 10 في المائة في شركة فلاش إنترتينمنت المملوكة لحكومة أبوظبي. مع البيع، ستكون ملكية الشركة 40.5 في المائة من قبل لورينزو فيرتيتا، الرئيس التنفيذي ورئيس مجلس الإدارة للشركة، و 40.5 في المائة لشقيقه الأكبر، فرانك فيرتيتا الثالث، و 10 في المائة لشركة فلاش إنترتينمنت و 9 في المائة لدانا وايت. تأسست شركة Flash Entertainment في عام 2008 من قبل سلطة الشؤون التنفيذية لحكومة أبوظبي.

### يوبيسوفت
في ديسمبر 2010، رفعت Zuffa دعوى قضائية ضد ناشر ألعاب الفيديو Ubisoft، بسبب ما زعموا أنه انتهاك للعلامة التجارية في اللعبة، (Fighters Uncaged Packaging). على عبوة اللعبة، يظهر مصطلح العلامة التجارية "Ultimate Fighting" بأحرف كبيرة. ادعت Zuffa أن استخدام المصطلح مطابق أو مشابه بشكل مربك لاستخدام العلامات التجارية لـ UFC. بينما فشلت Ubisoft في تقديم أي تعليقات على الدعوى القضائية، بحلول أغسطس 2011، أعلنت الشركتان عن حل الدعوى.

### مؤسسة Lone Survivor
في مايو 2011، أُعلن أن زوفا ستقيم مزاداً خيرياً يضم أكثر من 100 عنصر لصالح مؤسسة Lone Survivor Foundation خلال الأسبوع الأخير من مايو 2011. تم توقيع جميع المنتجات بواسطة مقاتلي UFC وتضمنت قبعات البيسبول والقمصان وقفازات MMA وأقراص DVD. تتراوح أسعار المنتجات بشكل عام من 50 دولارًا إلى بضعة آلاف من الدولارات.

### دراسة صدمة الدماغ في كليفلاند كلينك
في فبراير 2014، كانت Zuffa واحدة من عدة من المنظمات الترويجية الرئيسية للرياضات القتالية لدعم دراسة صدمة الدماغ الرئيسية التي أجرتها عيادة كليفلاند. تمت متابعة ذلك أيضًا في فبراير 2016، عندما تبرعت Zuffa بمليون دولار لمركز Ruvo.

## لوائح فنون القتال المختلط
تم إنشاء القواعد الحالية المستخدمة في UFC لأول مرة من قبل New Jersey Athletic Control Board في عام 2000، بالتشاور مع UFC وعروض MMA الأخرى في الولايات المتحدة. كان أول حدث UFC بموجب القواعد الجديدة هو يو إف سي 28، الذي عقد قبل استحواذ Zuffa. منذ ذلك الحين تم وضع قواعد نيو جيرسي الموحدة للفنون القتالية المختلطة في جميع أنحاء البلاد من قبل اللجان الرياضية الأخرى في الولاية، بما في ذلك نيفادا وكاليفورنيا. ومع ذلك، حافظت UFC على علاقات وثيقة مع لجان الولايات، وخاصة لجنة ولاية نيفادا الرياضية، والتي كان لورينزو فيرتيتا عضوًا سابقًا في مجلس إدارتها.

## جهود سياسة المنشطات
خلال السنوات الأولى من فنون القتال المختلطة، عندما كانت بطولات الكبرياء القتالية جنبًا إلى جنب مع بطولة القتال النهائي رواد هذه الرياضة، تم توثيق وجود نقص ملحوظ في القواعد واللوائح المتعلقة باختبار المخدرات لـ PED. أدى ذلك إلى مناظرة ومناقشة واسعة النطاق حول مدى انتشار استخدام المنشطات في الرياضة، بالإضافة إلى قائمة طويلة من المقاتلين في UFC والمنظمات الكبرى الأخرى الذين فشلوا في فحص تعاطي المنشطات. تم تسليط الضوء على هذا من خلال استمرار هذه المشكلة مع بعض أبطال UFC، بما في ذلك جون جونز وأندرسون سيلفا، اللذين فشلا في فحص تعاطي المنشطات. لذلك في فبراير 2015، أعلنت Zuffa عن نهج اختبار عشوائي أكثر صرامة على مدار العام لمنافسيها ليبدأ في يوليو 2015.

## جهود مكافحة القرصنة
كانت زوفا واحدة من أكبر المنفقين وأكثرهم عدوانية بين جماعات الضغط السياسية المناهضة للقرصنة في الولايات المتحدة منذ نهاية العقد الأول من القرن الحادي والعشرين. شيء واحد على وجه الخصوص يميزهم عن البطولات الرياضية الأخرى هو أنهم، بالإضافة إلى دعم جهود قوانين القرصنة الأكثر صرامة، قاموا أيضًا في مناسبات عديدة بمطاردة أفراد بعينهم بالإضافة إلى مواقع استضافة القرصنة. تضمنت بعض أبرز القضايا، دعوى قضائية حظيت بتغطية إعلامية جيدة مع جاستن تي في في عام 2011  وتسوية بقيمة 32 مليون دولار تتعلق برجل من نيويورك في عام 2014.
لطالما حافظت زوفا على الموقف القائل بأن الكميات الكبيرة من التدفقات غير القانونية لأحداثها تتسبب في خسائر مالية هائلة. استجابة لمثل هذا الموقف الصارم، فقد كان مثيراً للجدل للغاية وتسبب في عدد من المناقشات داخل مجتمع فنون القتال المختلطة حول فعاليته. نتيجة لذلك، بدأت UFC في تجربة نموذج اشتراك عبر الإنترنت يُعرف باسم UFC Fight Pass في عام 2014. من غير الواضح مدى فائدة الخدمة منذ أن كان تركيزها ضئيلًا إلى حد كبير بجانب شراكة UFC مع شبكة فوكس والانخفاض الملحوظ في متوسط أسعار شراء PPV، والذي أبرزه خفض ستاندرد آند بورز تصنيف زوفا الائتماني في أواخر عام 2014.

## بوليصة التأمين
في 9 مايو 2011، أُعلن أن زوفا ستوفر تغطية تأمينية مخصصة على مدار العام لأي إصابة يعاني منها رياضي UFC أو Strikeforce. تغطي الوثيقة أي إصابات تحدث أثناء المنافسة، والتدريب، والحوادث غير المتعلقة بالتدريب. تم تأمين الوثيقة من قبل مجموعة التأمين المتخصصة HCC Insurance Holdings ومقرها هيوستن ودخلت حيز التنفيذ في 1 يونيو 2011.
تشمل تفاصيل البوليصة ما يلي:
- تغطية لجميع الرياضيين الموقعين من UFC أو Strikeforce.
- تغطية للرياضيين المقيمين داخل وخارج الولايات المتحدة.[69]
- تدفع Zuffa جميع أقساط البوليصة، مع عدم مطالبة الرياضيين بدفع أي شيء.
- السماح للرياضيين باستخدام ما يصل إلى 50000 دولار في التغطية السنوية لأي إصابات تحدث أثناء التعاقد مع Zuffa. وهذا يشمل خدمات مثل خدمات الطبيب والفحوصات المخبرية والإخلاء الطبي في حالات الطوارئ والعلاج الطبيعي.
- تغطية للرياضيين بغض النظر عما إذا كان من المقرر أن يتنافسوا أم لا.
- تأمين على الحياة والأسنان بدون تكلفة على الرياضيين.[62]
- لا توجد تغطية للأمراض البسيطة، ولكن يتم تغطية الأمراض المتعلقة بالتدريب مثل عدوى المكورات العنقودية.[70]

بوليصة التأمين ليست الأولى لفنون القتال المختلطة أو الرياضات القتالية ككل. عرضت المنظمات السابقة مثل رابطة القتال الدولية التأمين على الرياضيين. لكن سياسة Zuffa هي الأولى التي تغطي مجموعة كبيرة من الرياضيين القتاليين. وفقًا لرئيس UFC دانا وايت، كانت السياسة هدفًا للشركة منذ أن اشترت Zuffa لأول مرة UFC في عام 2001. بالإضافة إلى ذلك، صرح رئيس مجلس الإدارة والرئيس التنفيذي لشركة UFC، لورنزو فيرتيتا، أن السياسة استغرقت ثلاث سنوات لتأسيسها أثناء محاولة العثور على شركات تأمين محتملة. قبل تطبيق هذه السياسة، قدمت Zuffa ما يصل إلى 100،000 دولار أمريكي للرياضي في كل حدث لتغطية الإصابات التي لحقت بها أثناء المنافسة. ومع ذلك، إذا أصيب رياضي خارج المنافسة، فسيتعين عليه دفع نفقاته الطبية.
أمثلة لحوادث شهيرة أصيب بها مقاتلي UFC خارج المنافسة:
- فرانك مير، الذي صدمته سيارة أثناء ركوب دراجته النارية في عام 2004، وأجبر على الخروج من المنافسة لأكثر من 20 شهرًا.
- بروك ليسنر، الذي أُجبر على ترك الملاعب لعدة أشهر بينما كان يعاني من التهاب الرتج.

## اتهامات الاحتكار
تم اتهام بطولة القتال النهائي بـ"الممارسات التجارية الاحتكارية" سواءً في النقد العرضي وفي الدعاوى القضائية الرسمية لعدد من السنوات. هناك العديد من المقاتلين الذين اتهموا الشركة بارتكاب مخالفات مختلفة فيما يتعلق بقضايا بما في ذلك عدم المساواة في الأجور، والإجراءات التعسفية تجاه المنظمات المنافسة، وعدم وجود معاش تقاعدي أو شبكة أمان نقابية، وغير ذلك من الممارسات التجارية غير الأخلاقية المتصورة. تم تسليط الضوءعلى هذه الممارسات من خلال تحقيق أجرته لجنة التجارة الفيدرالية بين عامي 2011 و 2012. وكذلك في سلسلة الدعاوى الجماعية المرفوعة ضد الشركة في أواخر عام 2014 وأوائل عام 2015.

### تحقيق لجنة التجارة الفيدرالية
في الأشهر التي أعقبت الاستحواذ في مارس 2011 على منظمة Strikeforce الترويجية المنافسة، بدأت الشائعات تنتشر بأن تحقيقًا محتملاً من قبل لجنة التجارة الفيدرالية سيجري. أصبحت هذه الشائعات لاحقاً حقيقة عندما تم الإعلان رسمياً في نهاية يناير 2012 أن لجنة التجارة الفيدرالية قد أجرت في الواقع تحقيقاً، ولم تجد أي مخالفات فيما يتعلق بكون UFC تمارس الإحتكار.

### الدعاوى الجماعية
2014
في 16 ديسمبر 2014، تم رفع دعوى جماعية ضد زوفا من قبل المقاتلين Cung Le وJon Fitch وNate Quarry. في غضون أيام قليلة، رفع خافيير فاسكويز ودينيس هولمان دعوى من الدرجة الثانية. وفي 24 ديسمبر، رفع براندون فيرا وبابلو غارزا دعوى قضائية ثالثة. بعد وقت قصير من انتشار الأخبار الأولية، استجابت Zuffa سريعًا بعد إجراء من الدرجة الأولى ببيان أن "UFC ستدافع بقوة عن نفسها وممارساتها التجارية." سرعان ما أدى ذلك إلى قيام مروجين آخرين مثل سكوت كوكر، رئيس Bellator MMA، بالتعبير عن اهتمامهم بنتيجة الدعوى القضائية، بينما رفضوا منظمته باعتبارها "منظمة صغيرة" كما تم القيام به عدة مرات في الإيداع الأولي. بحلول نهاية ديسمبر 2014، أصدرت UFC بيانًا رسميًا جاء فيه: "نحن فخورون بالشركة التي أنشأناها، واثقون في موقفنا القانوني، ونعتزم أن نسود في هذه الدعوى".
2015
في 7 فبراير 2015، تم رفع دعوى قضائية رابعة ضد UFC، هذه القضية من قبل Mac Danzig وGabe Ruediger. في هذا الوقت تقريبًا، اقترحت Zuffa نقل موعد الجلسة من 7 مايو إلى 26 مارس، بالإضافة إلى نقل المكان من شمال كاليفورنيا إلى لاس فيغاس، حيث يقع مقرهم الرئيسي. بعد بضعة أسابيع، طلبت Zuffa رفض الدعوى القضائية، في أربع وثائق منفصلة يزعمون أن "المزاعم الغامضة والختامية الخاصة بالشكاوى تقصر كثيرًا عن متطلبات المحكمة العليا في قضية Bell Atlantic Corp.، للمرافعة بشأن وقائع محددة تظهر ادعاءً معقولاً بمكافحة الاحتكار". أي أنها لاترقى لأن تكون دعوى قضائية.
بعد ذلك بوقت قصير، تمت إضافة دعوى قضائية خامسة بواسطة كايل كينجسبري ودارين أوينوياما في 20 مارس 2015. في 12 أبريل، قدم اللاعبون الرياضيون اعتراضًا على طلب فبراير بالفصل والنقل. بعد جلسة الاستماع في 7 مايو بشأن طلب تغيير المكان، منح قاضٍ فيدرالي في كاليفورنيا زوفا طلبًا لتغيير المكان إلى لاس فيغاس بعد الاستشهاد باتفاقيات العقد من الموظفين السابقين. نتيجة لتغيير المكان إلى نيفادا، تم رفض Zuffa طلبها بالبقاء كاشفة (مصطلح قانوني) لمدة 15 عامًا عن سجلاتها المالية. هذا من شأنه أن يثير نقاشًا، خاصةً من قبل محامي أصحاب القضية روب مايسي، حول من يجب أن يكون لديه حق الوصول إلى المعلومات الحساسة لـ UFC وكيف ينبغي عرض هذه المعلومات.
لقد جادل الجانبان بمعايير مختلفة، حتى لا يكونان في وضع غير موات. ومع ذلك، فقد طلبت Zuffa مستويين من قانون السرية: (سري) و(سري للغاية). لقد ذكروا أنهم يشعرون أن وصول مايسي إلى معلومات سرية للغاية يمكن أن يكون له تأثير مؤثر عليه ودوره في MMAFA. في غضون ذلك، أعلن مايسي صراحةً أن هدفه هو تمثيل المقاتلين وفي النهاية محاولة الحصول على إصلاح مشابه لقانون علي لعام 2000.
المضي قدما حتى 25 سبتمبر 2015، بسبب الطبيعة التدريجية والتعقيدات المتعلقة بالدعوى؛ طلبت زوفا رفضًا آخر للقضية وطلبت طرد القضية من محكمة لاس فيجاس الفيدرالية. في حكم قضائي مفاجئ، تم رفض هذا في النهاية، الأمر الذي دعى UFC لإصدار رد رسمي. في الأسبوع التالي، حكم قاضي الصلح Peggy Leen بأن UFC لا يمكن أن تمنع محامي المدعين روب مايزي من عرض معلوماتها التجارية والمالية الأكثر سرية وحساسية. وقد تسبب هذا رسميًا في اشراف الخبراء الذي يقدر أن يستمر من 12 إلى 16 شهرًا (سبتمبر 2016 إلى يناير 2017). عند القيام بذلك، سيتعين على كلا الطرفين تسليم العديد من المستندات شديدة السرية والحساسة.
الهدف من اشراف الخبراء هو تحديد ثلاثة عوامل رئيسية للمسؤولية ضد الاحتكار للجميع: (1) هل تتمتع UFC بسلطة احتكارية؟ (2) هل اكتسبت UFC هذه القوة أو حافظت عليها من خلال سلوك إقصائي؟ (3) هل تسببت UFC في إصابة مكافحة الاحتكار لأن الاحتكار ليس دائمًا غير قانوني في الولايات المتحدة؟ من المتوقع أن يشمل ذلك مجموعة واسعة من الشخصيات المهمة (في الماضي والحاضر) في كل من فنون القتال المختلطة والملاكمة، بما في ذلك طاقم UFC الأعلى مرتبة، سكوت كوكر، بيورن ريبني، راي سيفو، فرانك شامروك، فيدور إميليانينكو، راندي كوتور، بن اسكرين ومارك كوبان وأوسكار دي لا هويا وبوب أروم ولو ديبيلا وبوب ميرويتز و Ken Hershman وحتى العديد من المديرين التنفيذيين في PRIDE FC. بعد هذا الحكم حتى نهاية عام 2015، قدم كلا الجانبين أكثر من 100000 وثيقة.
2016
ابتداء من يناير، قدم فريق الدفاع في UFC إجابته الرسمية، نافيا مزاعم مكافحة الاحتكار للمقاتلين. في شكوى معدلة، والتي تحتوي على مادة قانونية واقتصادية متطابقة تقريبًا مع النسخة الأصلية من ديسمبر 2014. الاختلاف الرئيسي الوحيد هو أن عدد المقاتلين المدعين قد انخفض من أحد عشر إلى ستة. انسحب كل من بابلو جارزا، وجابي روديجر، ودارين أوينوياما، ودينيس هولمان، وماك دانزيج من الدعوى، بينما ظل المدعون الثلاثة الأصليون، تشنغ لي، و نيت كواري، و جون فيتش، جنبًا إلى جنب مع براندون فيرا، وخافيير فاسكويز، وكايل كينجسبري. بالإضافة إلى ذلك، حافظت زوفا على وجهة نظرها في حماية علامتها التجارية. بالإضافة إلى ذلك، أنتجت UFC عن غير قصد مواد اقتناء PRIDE FC.
بعد ذلك في أكتوبر/تشرين الأول، تقدمت زوفا بطلب لرفض الشكوى الموحدة، والتي تم رفضها في النهاية.
2017 و 2018
في هذه المرحلة من الدعوى، كانت التغطية الملحوظة للقضية أقل بكثير. بصرف النظر عن الإيداعات القانونية العرضية، أولها كان في فبراير 2018 حيث قدم المدعون طلبًا للحصول على شهادة صفية واجه معارضة من Zuffa. تم تعزيزه في سبتمبر، عندما قدم المدعون معارضتهم لطلب زوفا بالحكم المستعجل.
قبل ذلك أخيرًا في 5 ديسمبر 2018 عندما عقد المدعون جلسة إعلامية لتغطية حالة الدعوى القضائية في لاس فيجاس، نيفادا.
2019
أدى كل ذلك إلى ظهور بعض الأخبار العاجلة الرئيسية فيما يتعلق بالمعلومات المالية حول Zuffa التي تم الكشف عنها بمجرد بدء جلسات الاستماع في أغسطس وسبتمبر. في هذه المرحلة، تضمنت القضية 12 محاميًا مدعيًا، واثنان يمثلون Bellator MMA، واثنان من Top Rank. حيث أنهم يعتزمون النظر في الممارسات التجارية التي استخدمتها Zuffa على مر السنين تجاه عروض MMA الأخرى خلال العقد الأول من القرن الحادي والعشرين. الذين غالبًا ما وضعوا قدرًا من اللوم في زوالهم على Zuffa.
بعض ما تضمن الإفصاح ما يلي:
- كان شراء WME-IMG لـ UFC في عام 2016 مقابل 4 مليارات دولار. كما كان متوقعا وقت الشراء.[108]
- تراوحت تعويضات الرياضيين من 18.6٪ إلى 20.5٪ خلال الفترة من 2011 إلى 2013. مقارنة بحصة Strikeforce في الأجور التي تبلغ حوالي 63٪ وحصة Bellator بحوالي 44.7٪. بالإضافة إلى ذلك ، تم تقديم أدلة تظهر أن Zuffa جعلها جزءًا من إستراتيجية أعمالهم للحفاظ على تعويضات الرياضيين أقل من 25٪.[109][110]
- الإيرادات السنوية، PPV (عروض يدفع لمشاهدتها)، والأرقام المالية الأخرى في معظم الأوقات التي امتلكت فيها Zuffa الشركة.[111][112]
- حسابات مفصلة لتكتيكات التفاوض المستخدمة على رياضيين معينين.[113]
- دفعت Zuffa للرئيس التنفيذي السابق لبطولات Pride Fighting ، نوبويوكي ساكاكيبارا ، 10 ملايين دولار مقابل شرط عدم المنافسة لمدة 7 سنوات.[114]

## البيع لإنديفور
في حوالي 11 مايو 2016، أفاد دارين روفيل من ESPN أن Goldman Sachs كان يساعد Zuffa في بيع ملكية أغلبيتها إلى واحد من أربعة مزايدين بنطاق سعر مضارب يتراوح بين 3.5 مليار دولار إلى 4 مليارات دولار. مباشرة بعد بلغ روفيل عن هذا، ذهب رئيس UFC دانا وايت في عرض دان باتريك ونفى أن UFC كان معروضًا للبيع، مدعيا أن Zuffa كانت تركز بشكل أكبر على "العمل على الصفقات والتوسع عالميًا" عوضاً عن بيع المنظمة. ومع ذلك، يضيف وايت أيضًا أن Zuffa قد تنصت إلى العروض إذا حققت 4 مليارات دولار. على الرغم من رفض وايت لعملية بيع محتملة، أفاد ديف ميلتزر من موقع mmafighting.com التابع لـ SB Nation بعد شهر أن بيع UFC كان وشيكًا، حيث تلقت Zuffa عرضان في نطاق 3.9 مليار دولار إلى 4.2 مليار دولار من كل من إنديفر، و China Media Capital.
أخيرًا، في 11 يوليو، بعد أشهر من التكهنات، أصدرت UFC بيانًا يؤكد أن Zuffa باعت حصتها الأكبر إلى مجموعة ملكية برئاسة WME-IMG مقابل 4.2 مليار دولار. استمر دارين روفيل وبريت أوكاموتو من ESPN في الإبلاغ عن أنه على الرغم من البيع إلى WME-IMG، فإن دانا وايت سيبقى مع UFC كرئيس وسيحصل على حصة في العمل الجديد. يضيفون أيضًا أن شركة Flash Entertainment ومقرها أبو ظبي ستظل تحتفظ بحصتها البالغة 10 بالمائة في الشركة. في عام 2017، أعيد تنظيم WME-IMG لتصبح Endeavour. في 29 أبريل 2021 ، أطلقت إنديفور طرحًا عامًا أوليًا (IPO) وأصبحت شركة مدرجة في بورصة نيويورك. استخدمت إنديفور لاحقًا بعض العائدات من الاكتتاب العام لشراء مساهمي زوفا الآخرين بقيمة 1.7 مليار دولار، مما جعل Zuffa شركة فرعية مملوكة بالكامل لشركة Endeavour.